# Friedrich Baur (Landschaftsarchitekt)
Friedrich Baur (* 11. Februar 1900 in München; † 10. Januar 1977 ebenda) war ein deutscher Gärtnereibesitzer sowie Garten- und Landschaftsarchitekt. Von 1947 bis 1953 war er Bayerischer Senator.

## Leben
Nach dem Besuch der Volksschule absolvierte Baur eine Gärtnerlehre. Im Anschluss an seinen Militärdienst arbeitete er im Gärtnereibetrieb seiner Eltern in München. Auf gartentechnischen Fachschulen bildete er sich zum Garten- und Landschaftsarchitekten fort. 1921 gründete er zunächst seine eigene Gärtnerei und übernahm 1932 den Betrieb seiner Eltern, den er in den Folgejahren zu einem Großbetrieb ausbaute.
Nach Ende des Zweiten Weltkriegs war Baur maßgeblich an der Wiedergründung des Bayerischen Gärtnerei-Verbandes (BGV) beteiligt. Nach dem Rücktritt von Albert Ortmann wurde er Ende 1946 dessen Erster Vorsitzender. Dieses Amt übte er bis 1952 aus und wurde später zum Ehrenvorsitzenden des Verbandes gewählt.
In seiner Funktion als BGV-Vorsitzender gehörte Baur bei der konstituierenden Sitzung des Bayerischen Senats am 4. Dezember 1947 als Vertreter der Gruppe Land- und Forstwirtschaft der Kammer an. Deren Mitglied blieb er bis zum 31. Dezember 1953. Von 1948 bis 1949 und von 1952 bis 1953 war Baur Mitglied des Finanz- und Haushaltsausschusses.